# WASP-7b

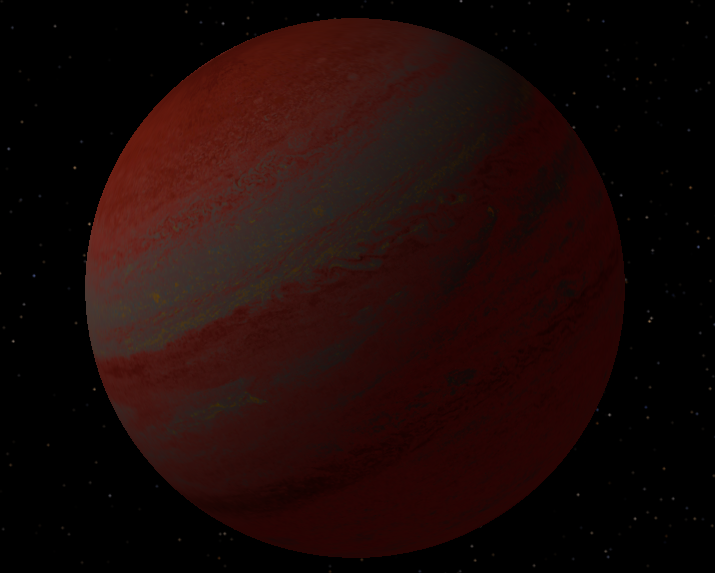
Мистецьке зображення планети WASP-7 b як "гарячого Юпітера".

WASP-7b є екзопланетою, що обертається навколо зорі WASP-7, яка розташована на відстані близько 490 світлових років від Землі у напрямку сузір'я Мікроскоп. Її було відкрито використовуючи метод транзиту через диск зорі WASP-7 у 2008р. в рамках поекту СуперWASP. Дана планета має орбітальний період близько 5 діб й  приблизно таку саму масу як і у Юпітера та дещо більшу густину.